# 克雷斯恰諾
克雷斯恰諾是瑞士的城鎮，位於該國南部，由提契諾州負責管轄，面積17.23平方公里，海拔高度260米，2011年人口640，八成人口信奉羅馬天主教，人口密度每平方公里37人。

## 外部連結
- Official website （意大利文）